# Peonio di Mende
Peonio di Mende (in greco antico: Παιώνιος?, Paiónios; Mende in Calcidica, V secolo a.C. – ...) è stato uno scultore greco antico attivo tra il 430 e il 420 a.C.
L'unica opera che può essergli attribuita con certezza è la statua di Nike trovata negli scavi di Olimpia nel 1875, originariamente posta su un pilastro marmoreo a sezione triangolare ancora presente sul posto. Secondo l'iscrizione posta sulla base, la statua fu dedicata dai cittadini di Messenia e Naupatto dopo una vittoria riportata in una non specificata battaglia. È Pausania (V, 26, 1) ad aggiungere che, secondo i Messeni, l'occasione della dedica fu la battaglia di Sfacteria.
L'iscrizione sulla base della Nike in volo indica Peonio anche come vincitore della gara per la realizzazione degli acroteri del Tempio di Zeus ad Olimpia (circa 430-420 a.C.), mentre la presunta partecipazione di Peonio alla decorazione del frontone occidentale è un errore di Pausania.